# Tymaliowate
Tymaliowate, tymalie, kurtodrozdy (Timaliidae) – rodzina ptaków z rzędu wróblowych (Passeriformes). We współcześnie stosowanych ujęciach systematycznych obejmuje około pięćdziesięciu gatunków, które zamieszkują tropikalne i subtropikalne obszary Azji.

## Charakterystyka
Jest to grupa bardzo zróżnicowana pod względem wielkości i kolorystyki upierzenia. Ich cechą wspólną jest faktura upierzenia; pióra są miękkie i puszyste. Większość gatunków ma mocne nogi, odzwierciedlające ich częściowo naziemny tryb życia. Są to ptaki nie podejmujące wędrówek.

## Systematyka
Systematyka tej grupy ptaków przez wiele lat była i ciągle pozostaje bardzo dynamiczna. W starszych ujęciach systematycznych rodzina ta była definiowana znacznie obszerniej, np. autorzy wydanego w 2007 roku 12. tomu Handbook of the Birds of the World zaliczali do niej aż 309 gatunków zgrupowanych w 84 rodzajach. Wydzielone z tymaliowatych gatunki obecnie znajdują się w takich rodzinach jak długobiegowate, wangowate, wireonkowate, chwastówkowate, pokrzewki czy ogoniatki. Prawdopodobnie grupa ta będzie podlegała dalszym zmianom klasyfikacyjnym.
Obecnie (2024) do rodziny tymaliowatych zaliczane są następujące rodzaje:
- Spelaeornis David & Oustalet, 1877
- Melanocichla Sharpe, 1883
- Pomatorhinus Horsfield, 1821
- Megapomatorhinus Moyle, Andersen, Oliveros, Steinheimer & Sushma Reddy, 2012
- Stachyris Hodgson, 1844
- Timalia Horsfield, 1821 – jedynym przedstawicielem jest Timalia pileata Horsfield, 1821 – tymalia
- Dumetia Blyth, 1852
- Mixornis Blyth, 1842
- Macronus Jardine & Selby, 1835
- Cyanoderma Salvadori, 1874